# Dubna (Wolga)
Die Dubna (russisch Дубна) ist ein 167 km langer rechter Nebenfluss der Wolga im europäischen Teil Russlands.

## Verlauf
Die Dubna entspringt in den Klin-Dmitrower Höhen im Nordwesten der Oblast Wladimir. Zunächst fließt sie in nördlicher und nordwestlicher Richtung, ehe sie beim Dorf Iskra, wo die Rassolowka einmündet, nach Westen abbiegt. Kurz darauf erreicht der nun rund 20 m breite Fluss den Nordosten der Oblast Moskau.
Nördlich von Bogorodskoje, kurz vor der Einmündung der Peremoika, wendet sie sich nach Norden und fließt weiter durch das intensiv landwirtschaftlich genutzte Gebiet. Der Fluss mäandriert durch eine Niederung und nimmt zahlreiche Entwässerungsgräben auf. Nachdem sie den Sulat aufgenommen hat, beschreibt sie einen Bogen nach Westen und später Südwesten, wo ihr Tal enger wird, und fließt nun durch eine von Wäldern dominierte Landschaft.
Bei Werbilki biegt die Dubna wieder in nordwestliche und nördliche Richtungen ab. Mittlerweile ist sie 25–30 m breit und 1,5–2 m tief, ihr Tal ist hier tiefer eingeschnitten. Ehe sie die Stadt Dubna erreicht, mündet ihr größter Nebenfluss, die Sestra ein, der Fluss ist nun bis zu 60 m breit.
Auf ihren letzten vier Kilometern markiert sie die Grenze der Oblast Moskau zur Oblast Twer, ehe sie 8 km unterhalb des Iwankowoer Stausees in die Wolga mündet.
Der Fluss ist von November bis April gefroren und 15 km von der Mündung bis zum Dorf Bereschok schiffbar.